# 龙梁河
龙梁河，位于中国江苏省东海县西部，是新沭河右岸支流，为一条人工开挖的等高截水西南至东北走向河道。原计划从规划建设的龙门水库开始，挖至石梁河水库，故名“龙梁河”。后由于苏鲁两省对修建龙门水库存在分歧，龙门水库未建成，但仍保留原名。今石梁河起自东海县西南部的大石埠水库，南流至陇海铁路附近后折向东北，经陈栈水库、双店镇、羽山水库等地后入石梁河水库。全长65公里，流域面积250平方公里。